# Crayons
Crayons (en español: Pinturas) es el decimoséptimo y último  álbum de estudio de la cantante Donna Summer, que fue lanzado el 20 de mayo de 2008 en Estados Unidos. Es su primer álbum con material original desde Mistaken Identity, lanzado en 1991.

## Lista de canciones
| Crayons |                                    |                                                    |               |          |  |
| N.º     | Título                             | Escritor(es)                                       | Productor(es) | Duración |  |
| 1.      | «Stamp Your Feet»                  | Danielle Brisebois, Greg Kurstin, Donna Summer     | Kurstin       | 3:52     |  |
| 2.      | «Mr. Music»                        | Evan Bogart, J. R. Rotem, Summer, Meredith Willson | Rotem         | 3:14     |  |
| 3.      | «Crayons» (featuring Ziggy Marley) | Brisebois, Kurstin, Marley, Summer                 | Kurstin       | 3:21     |  |
| 4.      | «The Queen is Back»                | Bogart, Rotem, Summer                              | Rotem         | 3:27     |  |
| 5.      | «Fame (The Game)»                  | Toby Gad, Summer                                   | Gad           | 4:03     |  |
| 6.      | «Sand on My Feet»                  | Gad, Summer                                        | Gad           | 3:51     |  |
| 7.      | «Drivin' Down Brazil»              | Brisebois, Kurstin, Summer                         | Kurstin       | 4:43     |  |
| 8.      | «I'm a Fire»                       | Al Kasha, Sebastian Arocha Morton, Summer          | Morton        | 7:11     |  |
| 9.      | «Slide Over Backwards»             | Nathan DiGesare, Jakob Petren, Summer              | DiGesare      | 4:10     |  |
| 10.     | «Science of Love»                  | Gad, Summer                                        | Gad           | 3:48     |  |
| 11.     | «Be Myself Again»                  | Wayne Hector, Lester Mendez, Summer                | Mendez        | 4:19     |  |
| 12.     | «Bring Down the Reign»             | Jamie Houston, Fred Kron, Summer                   | Houston       | 4:33     |  |

| Edición Internacional Pistas adicionales |                  |                       |               |          |  |
| N.º                                      | Título           | Escritor(es)          | Productor(es) | Duración |  |
| 13.                                      | «It's Only Love» | Kasha, Morton, Summer | Morton        | 6:58     |  |

| Edición para iTunes Pistas adicionales |                                          |                       |               |          |  |
| N.º                                    | Título                                   | Escritor(es)          | Productor(es) | Duración |  |
| 14.                                    | «I'm a Fire (Matty Soulflower Club Mix)» | Kasha, Morton, Summer | Morton        | 9:00     |  |

## Posicionamiento

### Listas semanales
| América        |                      |     |
| Estados Unidos | Billboard 200        | 17  |
| Europa         |                      |     |
| Alemania       | Media Control Charts | 73  |
| España         | PROMUSICAE           | 97  |
| Reino Unido    | Albums Chart         | 142 |
| Suiza          | Swiss Music Charts   | 85  |

## Historial de Lanzamiento
| Región         | Date                |
| -------------- | ------------------- |
| Estados Unidos | 20 de mayo de 2008  |
| Canadá         | 20 de mayo de 2008  |
| Dinamarca      | 26 de mayo de 2008  |
| Alemania       | 6 de junio de 2008  |
| Australia      | 7 de junio de 2008  |
| Francia        | 9 de junio de 2008  |
| España         | 10 de junio de 2008 |
| Brasil         | 16 de junio de 2008 |
| Reino Unido    | 23 de junio de 2008 |
| Japón          | 25 de junio de 2008 |